# 田中愛 (アナウンサー)
田中 愛（たなか あい、1989年9月13日 - ）はフリーアナウンサー。元RSK山陽放送アナウンサー。

## 来歴・人物
- 京都府出身。
- 趣味は一人カラオケ。
- 学生時代はアカペラサークルCrazy Clefに所属。
- 既婚者。
- 好きな食べ物はチーズ。チーズ検定取得
- 2019年4月より産休・育休に入っていた（2020年6月に復帰）。
- 2021年7月30日にRSK山陽放送を退職[1]。

## 担当番組
表記がない場合は、全てRSK山陽放送にて担当した番組である。

### 現在

#### ラジオ
- あもーれ!マッタリーノ（2017年4月 - 2018年3月、2023年4月 - ）
  - 2017年4月 - 2018年3月はRSKアナウンサーとして木曜担当。2023年4月からはフリーアナウンサーとして月曜を担当。

### 過去

#### テレビ
- RSKイブニングニュース（2013年10月 - 2015年9月）
- VOICE愛 (2015年10月 - 2018年3月）
- RSKイブニング5時（2015年10月 - 2018年3月、月1回・不定期）
- RSK4時なま（水 - 金）
- SUNDAYスマイルGOLF（レギュラー）
- 情報ワイド あれスタ（月曜日）
- RSKニュース（随時）

#### ラジオ
- 朝です。全員起立!（ - 2017年3月、木曜）
- あもーれ!マッタリーノ（2017年4月 - 2018年3月、木曜）
- 音楽の箱庭・ハジマルリズム
- 田中愛のちょっとだけ聴いていきますか?
- RSKラジオニュース（随時）
- SDGs Music.Okayama（2021年6月 - 2023年3月、毎月第一日曜）[2]
  - 2021年6月 - 7月はRSKアナウンサーとして、同年8月以降はフリーアナウンサーとして出演。